# Graptopetalum glassii
Graptopetalum glassii és una espècie de planta suculenta del gènere Graptopetalum, de la família de les Crassulaceae.

## Descripció
És una planta suculenta perenne, que forma rosetes cespitoses en cúmuls compactes.
Les tiges són majoritàriament decumbents, de 5,5 cm de llarg, ramificant-se cespitosament.
Rosetes de 3 a 4 cm de diàmetre, amb 30 a 40 fulles atapeïdes.
Fulles de color verd blanquinós a verd blavós pàl·lid a verd groguenc, glabres, lleugerament glauques, de 13 a 16 mm de llarg, 8 a 12 mm d'ample, i 2,5 mm de gruix, anvers lleugerament còncau, revers convex, oblanceolades, àpex agut.
Inflorescència: cim compost de 6 a 12 cm d'alçada, sense ramificar o amb 1 o 2 branques simples o bifurcades (les inflorescències de plantes en cultiu són molt més ramificades).
Flors amb forma d'estrella de 5 puntes (rarament de 6), sèpals de color verd grisenc, corol·la de 12 a 14 mm de diàmetre, pètals de 3,5 mm d'amplada a la base, triangular-lanceolats, aguts, units per 2,5 mm, de color blanc groguenc, amb taques i banda parcial vermelles cap a les puntes, les puntes quasi vermelles sòlides, 5 estams. Les flors produeixen una olor fètida desagradable.

## Distribució
Planta endèmica del municipi d'Ixtlahuacán, a l'estat Colima de Mèxic. Creix als vessants de guix al bosc caducifoli tropical, a 410 m d'altitud.

## Taxonomia
Graptopetalum glassii va ser descrita per Raúl Acevedo-Rosas i Miguel de Jesús Cházaro Basáñez i publicada a Novon 13(4): 378–380, f.1. 2003.

### Etimologia
Graptopetalum: nom genèric que deriva de les paraules gregues: γραπτός (graptos) per a "escrits", pintats i πέταλον (petalon) per a "pètals" on es refereix als pètals generalment tacats.
glassii: epítet atorgat en honor del botànic nord-americà Charles Edward Glass.